# Aaron d'York
Aaron d'York ou Aaron fil Josce était un financier juif et grand-rabbin d'Angleterre. Il est né à York avant 1190 et mort après 1253. Il est probablement le fils de Josce d'York, la figure principale du pogrom d'York de 1190.

## Grand-rabbin
Aaron semble avoir obtenu une partie de l'argent et des relations commerciales de son père, car il est nommé Presbyter Judaeorum, ou représentant principal des Juifs d'Angleterre en 1237, à la suite de Josce de Londres (en). Cela impliquerait qu'il est très riche, car seuls les Juifs les plus riches ont obtenu ce poste. Il n'occupe pas le poste plus d'un an, puisqu'il est remplacé en 1237 par Elias de Londres (en) (Prynne, Short Demurrer, ii.38).

## Transactions
En 1219, il est nommé par le roi pour agir comme talliator (assesseur de taxes foncières) et figure parmi les douze Juifs les plus riches du Royaume.
En 1221, lors du mariage de la sœur du roi avec Alexandre II d'Écosse, Aaron verse 14 £ 15 shillings pour sa dot.
En 1223, il  paie 43 £ pour un total de 3 000 £ de taxes foncières, faisant le deuxième paiement le plus élevé.
En 1235, Henri III avait conclu avec lui un accord selon lequel il ne le taxerait que de 100 marks, réduit à 60. Cela n'a jamais été honoré.
En 1236, Aaron accepta de payer au roi Henri III d'Angleterre 100 marks par an pour être libre de tout impôt (Tovey, Anglia Judaica, Oxford, 1738, p. 108). Nonobstant cela, en 1273, il a reçu 4 000 marks d'argent et quatre d'or (Matthieu Paris, Chronica Majora, iv.260). Ce n'était pas un événement inhabituel, car en 1250, il est condamné à une amende de 14 000 marcs d'argent et dix d'or à l'usage de la reine, sous l'accusation d'avoir falsifié un acte. À cette occasion, il dit lui-même à Matthieu Paris qu'il avait payé au roi au total pas moins de 30 000 marks en argent et 200 en or (ibid. v.136). Un certain nombre de sheṭarot hébreux traitant des transactions d'Aaron existent toujours, l'un d'eux entièrement de sa propre écriture.
Lorsque Henri III part en guerre en 1243, en son absence, Aaron d'York est accusé de transgressions contre le roi ; ces transgressions ne sont pas enregistrées. Il est envoyé en prison et  réussit à sortir après avoir payé une amende de 100 £. L'année suivante, il est accusé d'avoir falsifié un acte et est cité à comparaître devant le roi. Menacé d'emprisonnement, il verse la somme de 30 000 marks en argent au roi et de 200 marks en or en cadeau à la reine. À cette époque, le roi a désespérément besoin d'argent car la guerre en France ne s'est pas bien passée. Cela laisse Aaron d'York en ruines et le roi se rend compte qu'il ne lui est plus d'aucune utilité et le renvoie de son bureau.